# 山田雅博
山田 雅博（やまだ まさひろ、1966年 - ）は、日本の数学者（関数解析・関数空間論、算数教育・数学教育）、岐阜大学教育学部教授。

## 経歴
北海道山越郡八雲町生まれ（現二海郡八雲町）。1984年北海道立八雲高等学校卒業、1990年北海道教育大学札幌分校卒業、1994年北海道大学大学院理学研究科博士課程退学、広島大学理学部助手、1998年岐阜大学教育学部助教授、2014年教授。
2011年から日本数学教育学会の賛助団体である岐阜県数学教育協議会の会長（数学教育協議会とは無関係）。2018年から岐阜大学教育学部副学部長、2022年教育学部長。1996年「Riesz’s functions and Carleson inequalities in Bergman spaces」で北海道大学博士（理学）。

## 論文
- Cinii